# WTA German Open 2023
WTA German Open 2023 (còn được biết đến với bett1open vì lý do tài trợ) là một giải quần vợt chuyên nghiệp thi đấu trên mặt sân cỏ ngoài trời tại Rot-Weiss Tennis Club ở Berlin, Đức từ ngày 19 đến ngày 25 tháng 6 năm 2023. Đây là lần thứ 96 giải đấu được tổ chức, và là một phần của WTA 500 trong WTA Tour 2023.

## Điểm và tiền thưởng

### Phân phối điểm
| Sự kiện | VĐ  | CK  | BK  | TK  | Vòng 1/16 | Vòng 1/32 | Q  | Q2 | Q1 |
| Đơn     | 470 | 305 | 185 | 100 | 55        | 1         | 25 | 13 | 1  |
| Đôi     | 470 | 305 | 185 | 100 | 1         | —         | —  | —  | —  |

## Nội dung đơn

### Hạt giống
| Quốc gia | Tay vợt         | Xếp hạng | Hạt giống |
| -------- | --------------- | -------- | --------- |
|          | Aryna Sabalenka | 2        | 1         |
| KAZ      | Elena Rybakina  | 3        | 2         |
| FRA      | Caroline Garcia | 4        | 3         |
| TUN      | Ons Jabeur      | 6        | 4         |
| USA      | Coco Gauff      | 7        | 5         |
| GRE      | Maria Sakkari   | 8        | 6         |
| CZE      | Petra Kvitová   | 9        | 7         |
|          | Daria Kasatkina | 11       | 8         |

- Bảng xếp hạng vào ngày 12 tháng 6 năm 2023.[2]

### Vận động viên khác
Đặc cách:
- Veronika Kudermetova
- Sabine Lisicki
- Markéta Vondroušová

Bảo toàn thứ hạng:
- Nadia Podoroska

Vượt qua vòng loại:
- Jaimee Fourlis
- Polina Kudermetova
- Jule Niemeier
- Laura Siegemund
- Wang Xinyu
- Vera Zvonareva

Thua cuộc may mắn:
- Elina Avanesyan

### Rút lui
- Paula Badosa → thay thế bởi  Kateřina Siniaková
- Belinda Bencic → thay thế bởi  Bianca Andreescu
- Petra Martić → thay thế bởi  Elina Avanesyan
- Jessica Pegula → thay thế bởi  Nadia Podoroska
- Shelby Rogers → thay thế bởi  Aliaksandra Sasnovich
- Sloane Stephens → thay thế bởi  Varvara Gracheva
- Martina Trevisan → thay thế bởi  Anna Blinkova

## Nội dung đôi

### Hạt giống
| Quốc gia | Tay vợt                  | Quốc gia | Tay vợt       | Xếp hạng | Hạt giống |
| -------- | ------------------------ | -------- | ------------- | -------- | --------- |
| USA      | Nicole Melichar-Martinez | AUS      | Ellen Perez   | 17       | 1         |
| USA      | Desirae Krawczyk         | NED      | Demi Schuurs  | 24       | 2         |
| JPN      | Shuko Aoyama             | JPN      | Ena Shibahara | 41       | 3         |
| KAZ      | Anna Danilina            | CHN      | Xu Yifan      | 51       | 4         |

- Bảng xếp hạng vào ngày 12 tháng 6 năm 2023.

### Vận động viên khác
Đặc cách:
- Daria Kasatkina /  Sabine Lisicki
- Jule Niemeier /  Noma Noha Akugue

## Nhà vô địch

### Đơn
- Petra Kvitová đánh bại  Donna Vekić, 6–2, 7–6(8–6)

### Đôi
- Caroline Garcia /  Luisa Stefani đánh bại  Kateřina Siniaková /  Markéta Vondroušová 4–6, 7–6(10–8), [10–4]